# تپه دهله
تپه دهله مربوط به دوران پیش از تاریخ ایران باستان است و در شهرستان الیگودرز، روستای دهله واقع شده و این اثر در تاریخ ۵ آذر ۱۳۸۰ با شمارهٔ ثبت ۴۳۶۵ به‌عنوان یکی از آثار ملی ایران به ثبت رسیده است.